# Ramón García Monteagudo
Manuel Ramón García Monteagudo (Callao, 15 de noviembre de 1949) es un actor y profesor de teatro peruano, reconocido por su gran trayectoria artística interpretando papeles para series y películas en su país, entre ellos destacan los personajes de Chapana en la serie Los choches y Paquete en Camino a casa.

## Biografía
Ramón nació en el Callao y vivió ahí hasta los 14 años cuando se mudó a Barranco. Al finalizar sus estudios en el Colegio Militar Leoncio Prado, trabajo como mozo y albañil.
En 1975, a sus 25 años, postulo a economía en la Universidad de Lima pero al poco tiempo se cambió a comunicaciones y luego llevó clases de teatro en la Universidad Católica, en donde hizo su debut actoral en la obra El tío rico McPato, la píldora y otras cuestiones el 2 de febrero de 1977. Dos años después, en 1980, hizo su debut en el cine con la película de episodios Aventuras prohibidas, donde estuvo en el corto Doble juego de Luis Llosa Urquidi.
En 1995, asumió el rol protagónico en la serie Los choches, al interpretar a Chapana.
García también estuvo involucrado en la producción de La ciudad y los perros en donde, además de interpretar al teniente Huarina, fue el quien tuvo la idea de la célebre frase “No me mire cadete, ¿quiere que le regale una fotografía mía calato?”.
Entre 2006 y 2007, protagonizó junto a Johan Mendoza en la secuela Las aventuras de Camote y Paquete, tanto Camino a casa como Aventura en Navidad.
En 2016, saltó a la fama internacional al participar en la serie The Young Pope como el cardenal Aguirre.

## Filmografía

### Cine
- La Foquita: El 10 de la calle (2020)
- La casa rosada (2018)
- Av. Larco, la película (2017)
- La luz en el cerro (2017)
- Cebiche de tiburón (2017)
- Guerrero (2016)
- Siete semillas (2016)
- Hasta que la suegra nos separe (2016)
- Niñachay (2015)
- El cebichito (2015)
- Perro guardián (2014)
- Polvo enamorado (2003)
- Ciudad de M (2000)
- Alias la Gringa (1991)
- La ciudad y los perros (1985)
- Max ha desaparecido (1995)
- Fuego en el amazonas (1993)
- Ultra Warrior (1990)
- Misión en los Andes (1987)
- Malabrigo (1986)
- Bangkok, cita con la muerte (1985)
- Los zancos (1984)
- Sangre en mis zapatos (1983)
- Aventuras prohibidas (1980)

### Televisión
- Luz de luna (2021)
- The New Pope (2019)
- Mujercitas (2017)
- The Young Pope (2016)[12]
- Camino al triunfo (2014)
- La Tayson, corazón rebelde (2012)
- Los Barriga (2009)[13]
- Chapulín el Dulce (2008)
- Camote y Paquete: Aventura en Navidad (2007)
- Camino a casa (2006)[14]
- Las vírgenes de la cumbia (2005)
- Así es la vida (2004)
- Soledad (2001)
- Milagros (2000)
- Pobre diabla (2000)
- Torbellino (1997)
- Los choches (1995)
- Turno de oficio (1987)
- El Dedo (1983)

### Teatro
- Momentos (2018)
- El país de la canela (2017)
- La pícara suerte (2017)
- Los inocentes (2022)